# Catalina Rivas
Catalina Rivas (ur. 25 listopada 1944 w La Paz) – boliwijska mistyczka i pisarka. 

## Życiorys
Catalina Rivas urodziła się w La Paz 25 listopada 1944 roku. Ukończyła jedynie szkołę podstawową. Według niej, w 1994 r. modląc się pod krzyżem, odczuła pragnienie całkowitego oddania się Jezusowi. Ujrzała wtedy wielkie światło, które przeszyło jej dłonie i stopy, pozostawiając krwawiące rany. Usłyszała głos: „Raduj się z powodu daru, jakim cię obdarzyłem.” Odtąd pojawiają się na jej ciele stygmaty (na czole, dłoniach i stopach, w boku), a Catalina ma przeżywać cierpienia agonii, łącząc się cierpieniem Jezusa na krzyżu. Świadkiem tego zjawiska był w pierwszy piątek stycznia 1996 r. lekarz, dr Ricardo Castañon, którego świadectwo przyczyniło się do uznania za prawdziwe doświadczeń Cataliny. Ze względu na swoje skromne wykształcenie, gdy zaczęła spisywać teksty o Męce Jezusa, Eucharystii i Niebie, wzbudziła wielkie zdumienie. Catalina przyznała, że słyszy głos Chrystusa i spisuje jedynie to, co od Niego słyszy.  
9 marca 1995 r. Catalina kupiła gipsową figurkę Jezusa, z której oczu zaczęły wypływać krwawe łzy. Zjawisko zainteresowało uczonych, którzy na prośbę dziennikarzy pobrali próbki i przebadali je w USA i w Australii, stwierdzając w nich obecność ludzkiej krwi. Badania przeprowadzone przez władze kościelne potwierdziły autentyczność tego wydarzenia, a niezwykła figurka stoi dziś w kościele w Cochabamba.    
Catalina Rivas zapisuje słowa, które według niej są skierowane do całego świata. Jezus miał jej powiedzieć: Wieczna miłość szuka dusz, które mogą powiedzieć nowe rzeczy o starych, dobrze znanych prawdach... Kto korzysta i zachwyca się nimi, pomaga również i innym czerpać z nich pożytek. Kto ich nie rozumie, jest nadal niewolnikiem złego ducha.
Słowa przez nią zapisywane nie zawierają nowych prawd, ale mają przypominać ewangeliczne wezwanie do nawrócenia, przyjęcia Boga i Jego miłości oraz zachęcać do życia zgodnego z dekalogiem, Ewangelią i nauką Kościoła katolickiego.
Władze Kościoła, zbadawszy świadectwa Cataliny, uznały, że są one prawdziwe i istotne w ewangelizacji dzisiejszego świata. Powołały w Boliwii organizację pod nazwą Apostolat Nowej Ewangelizacji, która zajmuje się rozpowszechnianiem Bożego orędzia podyktowanego Catalinie. W najnowszym wydaniu jej książek, do których należy również Tajemnica Mszy Świętej, arcybiskup René Fernández Apaza napisał: Przeczytaliśmy książki Cataliny i jesteśmy przekonani, że jedynym ich celem jest prowadzenie nas wszystkich drogą zapoczątkowaną w Ewangelii. Książki te również podkreślają wyjątkowe miejsce Dziewicy Maryi – naszego wzoru w naśladowaniu i podążeniu za Jezusem Chrystusem – Matki, której powinniśmy się powierzyć z całkowitym zaufaniem i miłością. Książki te pokazują, jak powinien postępować prawdziwie wierzący chrześcijanin. Z tych wszystkich względów wyrażam zgodę na ich wydrukowanie i dystrybucję oraz polecam jako materiał do medytacji i duchowego kierownictwa, odpowiadając na wezwanie Pana, który pragnie zbawić wiele dusz, ukazując im, że jest Bogiem żywym, pełnym miłosierdzia i miłości.

## Publikacje Cataliny Rivas w języku polskim
- Tajemnica Spowiedzi i Mszy świętej. Pouczenie o Eucharystii i sakramencie pojednania, Wydawnictwo Vox Domini.
- Boża Opatrzność. Jasna wizja śmierci. Refleksja o okolicznościach śmierci brata i matki, natchnieniach i wizjach, jakie temu towarzyszyły, Wydawnictwo Vox Domini.
- Z Synaju na Kalwarię. Rozważania o ostatnich słowach Pana Jezusa na krzyżu, Wydawnictwo Vox Domini.
- Męka Pańska. Refleksje Pana Jezusa nad tajemnicą Jego cierpienia oraz nad wartością, jaką miało ono dla Odkupienia, Wydawnictwo Vox Domini
- Oddałem za ciebie Moje Życie, Wydawnictwo Vox Domini[1]
- Tajemnica adoracji w mistycznych wizjach Cataliny Rivas, Wydawnictwo AA, 2013[2]